# 塞拉德羅山

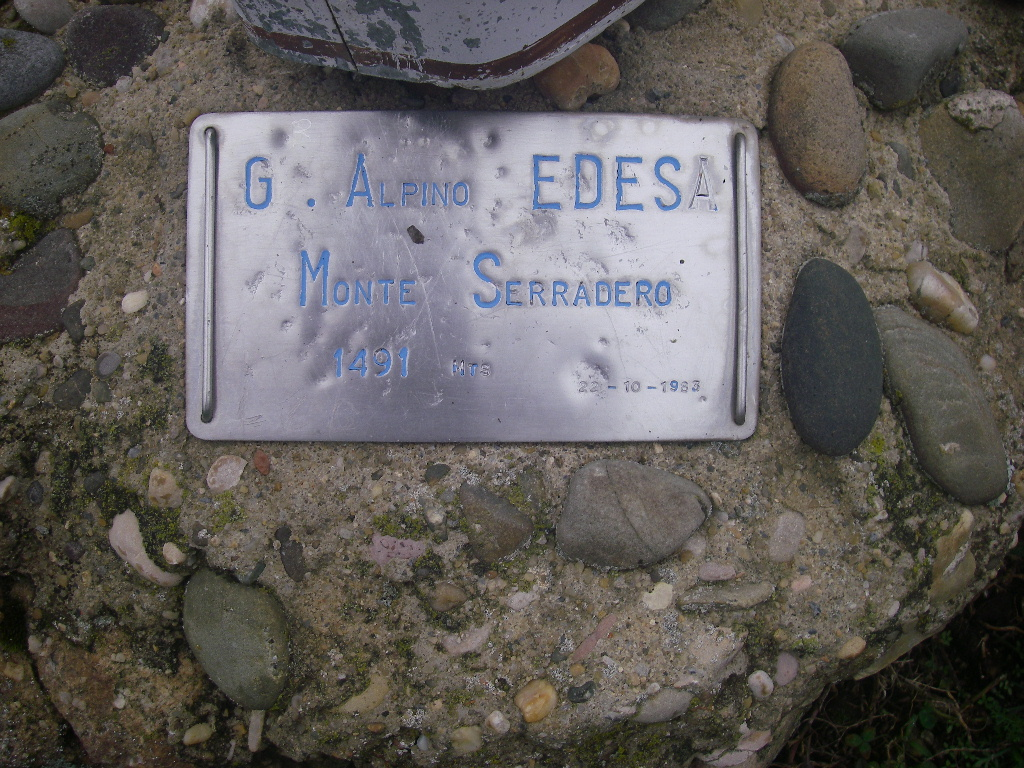

42°19′42.88″N 2°36′56.39″W / 42.3285778°N 2.6156639°W
塞拉德羅山（西班牙語：Monte Serradero），是西班牙的山峰，位於該國北部拉里奧哈自治區，屬於伊比利亞山脈中蒙卡爾維略山脈的一部分，海拔高度1,495米。